# 楽和
楽 和（がく わ）は、中国の小説で四大奇書の一つである『水滸伝』の登場人物。
梁山泊第七十七位の好漢で、地楽星の生まれ変わり。渾名は鉄叫子（てっきょうし）で、音楽の才能に優れ、あらゆる歌謡を習得した美声の持ち主であることから、叫子（笛の一種で喉の中に入れて用いる）に例えられた。姉・楽大娘子の夫で登州の提轄・孫立に槍棒術を教わった。瀟洒な容姿で、一を聞いて十を知るといった聡明さから、物語上様々な場面で重宝されたが、軍事的な活躍はほとんどない。性格も温厚でやや子供っぽいところがあり、李逵のような粗暴な相手は苦手らしい。

## 生涯
本貫（氏の出身地）は茅州であったが、数代前から登州（山東省煙台市）に移り住んでいたという。
登州で牢番を務めていたが、ある時、楽和の親類である猟師の兄弟解珍・解宝が強盗の濡れ衣を着せられ、無実の罪によって死刑囚の牢に押し込まれた。解兄弟の父方の従姉である顧大嫂が、楽和の義兄である孫立の弟・孫新に嫁いでいたことから、解兄弟と楽和は縁続き（義理の従兄弟同士）であり、2人は楽和に顧大嫂への伝言を依頼した。楽和から仔細を聞いた顧大嫂と夫の孫新は兄弟の脱獄を手伝うべく、兄・孫立や鄒淵・鄒潤ら人数を集め、兄弟の解放に成功する。
お尋ね者になった孫一族は、鄒淵のつてを頼って梁山泊に向かい、楽和もそれに従った。その頃、梁山泊軍の主力は祝家荘に遠征していた。孫立らは援軍に参じたと称して祝家荘の内部に潜入、楽和の歌を合図に梁山泊に内応して、祝家荘陥落に貢献した。梁山泊に入った後は朱貴の見張り用酒屋に勤務し、監視任務にあたる。
その後、呼延灼率いる官軍が梁山泊討伐に来襲する。呼延灼の連環馬軍を破るために必要な鉤鎌鎗法を指揮できる人材である徐寧を梁山泊に勧誘するため、楽和は時遷・湯隆らと工作にあたった。また、盧俊義を梁山泊入りさせる際にも柴進とともに北京へ潜入している。
百八星勢揃いの際には、機密伝達将校として歩兵軍に所属した。平時には燕青の琴、馬麟の歌に合わせて歌声を披露し、皆を楽しませた。その後梁山泊は朝廷が派遣した高俅の討伐軍を破ってこれを捕虜とし、解放を条件に朝廷への帰順を執り成してくれるよう約束し、楽和は蕭讓とともに使者として随行するが、約束を破った高俅によって軟禁され、そののち燕青と戴宗に救出された。その後、梁山泊は招安を受けて官軍となるが、楽和は大遼征伐などではそれほど活躍しない。田虎討伐の戦いでは正月、雪が降ったときに蕭讓が雪の結晶について講釈し、楽和は手にとって見た雪がその通りなので子供のように喜んだ。さらにその雪が覗き込んだ李逵の鼻息で溶けてしまい、一同大笑いした。また、昭徳城攻略の際は場内に潜入して外の味方と呼応し敵を混乱させた。王慶平定戦の勝利後、都の灯篭祭りを見物しようと燕青を誘うが、李逵も一緒にいきたいと言い出した。楽和は李逵をあまりよく思っていなかったので、仕方がなく時遷を誘ってこっそり出かけた。その後、方臘征伐の準備中、都尉の王晋卿に歌のうまさを見込まれてお抱えとなり、好きな歌を歌って平穏に余生を送った。
『水滸後伝』では旧梁山泊軍の軍師格として活躍する。